# Tony Nese
Anthony "Tony" Nese (Ridge, 6 de agosto de 1985) é um lutador americano de luta livre profissional. Ele atualmente trabalha para a WWE no programa Raw. Nese é conhecido por lutar em todo o nordeste dos Estados Unidos. Também teve uma rápida passagem na Total Nonstop Action Wrestling (TNA) entre 2011 e 2012.

## Na luta livre
- Movimentos de finalização
  - 450° splash
  - Reverse piledriver, às vezes de uma posição pumphandle - 2016
  - Submissões de luta profissional, às vezes enquanto ajoelhado nas costas do oponente – 2014
  - Pumphandle slam – 2016–presente
- Movimentos secundários
  - Cradle back-to-belly piledriver
  - Deadlift turnbuckle powerbomb
  - German suplex
  - Legsweep
  - Matrix evasion seguido de vários chutes
  - Moonsault, às vezes pulando
  - Vários tipos de chutes
    - Drop
    - Missile
    - Spinning heel
    - Springboard drop
    - Super, às vezes depois de uma evasão de cartwheel fora do ringue

  - Pumphandle kneeling ou sitout powerbomb
- Alcunhas
  - "The Premier Athlete"
- Temas de entrada
  - "Win it All" de CFO$[2] (WWE; 2016-presente)

## Campeonatos e prêmios
- Dragon Gate USA
  - Open the United Gate Championship (1 vez) – com Caleb Konley e Trent Baretta1[3]
  - Six Man Tag Team Tournament (2014) – com Caleb Konley and Trent Baretta[4]
- Family Wrestling Entertainment
  - FWE Tag Team Championship (1 vez) – com Jigsaw[5]
  - Openweight Grand Prix (2013)
- International Wrestling Cartel
  - IWC Super Indy Championship (1 vez)
- New York Wrestling Connection
  - NYWC Heavyweight Championship (2 vezes)
  - NYWC Tag Team Championship (1 vez) – com Plazma
  - NYWC Interstate Championship (1 vez)
  - NYWC Fusion Championship (1 vez)
- Pro Wrestling Illustrated
  - PWI ranked colocou-o em 137º dos 500 melhores lutadores na PWI 500 em 2016[6]
- Pro Wrestling Syndicate
  - PWS Tri-State Championship (1 vez)

1Defendeu o título sobre a regra Freebird
WWE 
Cruiserweight Championship (1vez) Derrotando Buddy Murphy No Kickoff Da Wrestlemania 35 